# Medalles del Cercle d'Escriptors Cinematogràfics de 2018
La cerimònia de lliurament de les medalles del Cercle d'Escriptors Cinematogràfics de 2018 va tenir lloc el 28 de gener de 2019. És considerada com la 74a edició de aquestes medalles, atorgades per primera vegada en 1945 pel Cercle d'Escriptors Cinematogràfics (CEC). Els premis tenien per finalitat distingir als professionals, estudiosos i difusors del cinema espanyol i —en menor mesura— del d'altres països pel seu treball durant l'any 2018. La cerimònia es va celebrar a la sala del Palacio de la Prensa de Madrid i va ser presentada pels joves actors Sandra Escacena i Santiago Alverú.
Es van lliurar un total de vint-i-una medalles; una menys que en l'edició anterior, ja que es van refondre en una sola les que premien la més destacada labor literària i la promoció del cinema. La gran triomfadora de la nit va ser la pel·lícula El reino, que va obtenir sis medalles entre les quals es trobaven la de millor pel·lícula, director, guió original i actor. A continuació es va projectar la pel·lícula Green Book.
Com l'any anterior, l'esdeveniment va comptar amb la col·laboració d'AISGE, la distribuïdora Entertainment One i de Super 8-Palacio de la Prensa. Per part seva, La Caixa va patrocinar la Medalla de la solidaritat.

## Medalles competitives

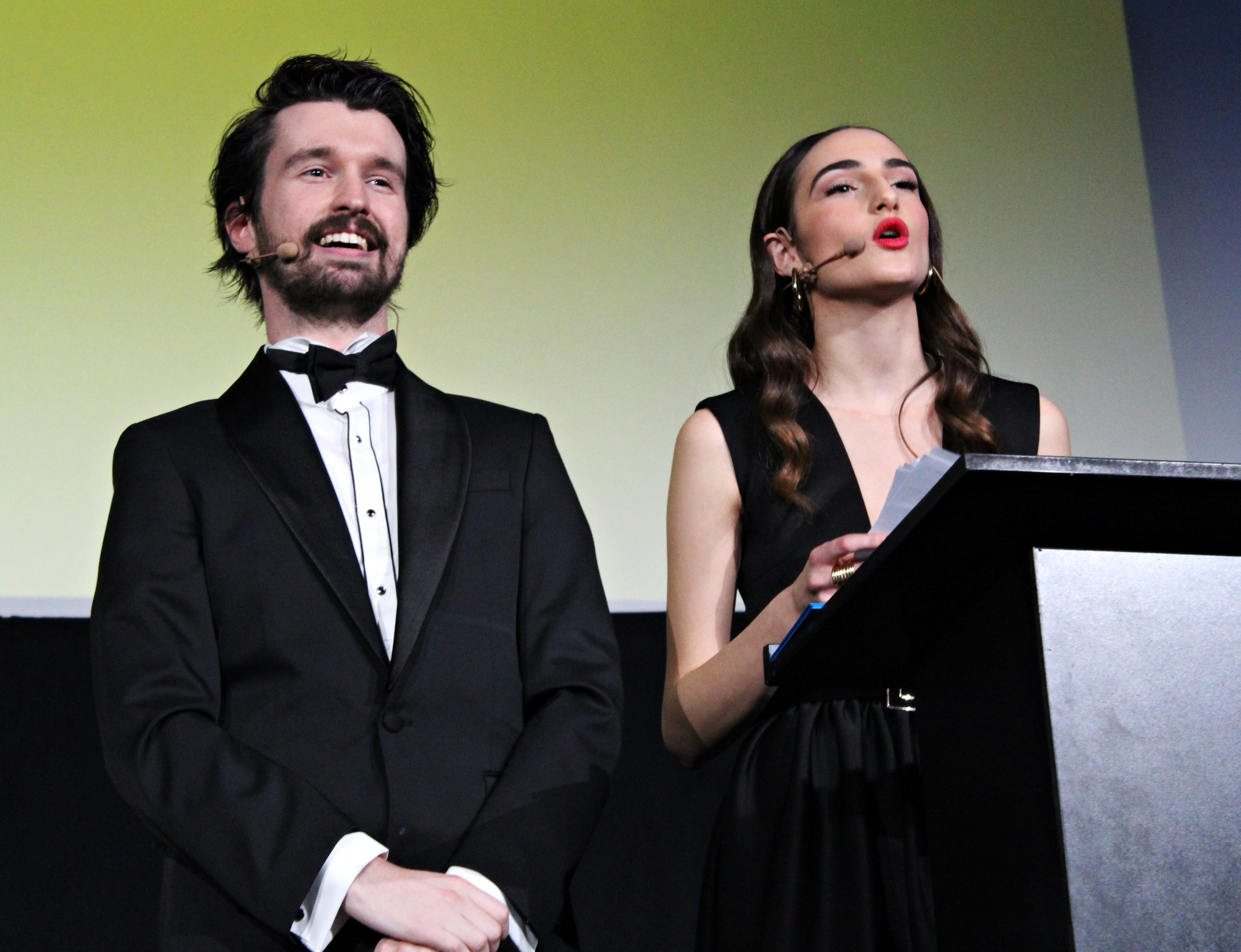
Santi Alverú i Sandra Escacena presentaren l'acte.

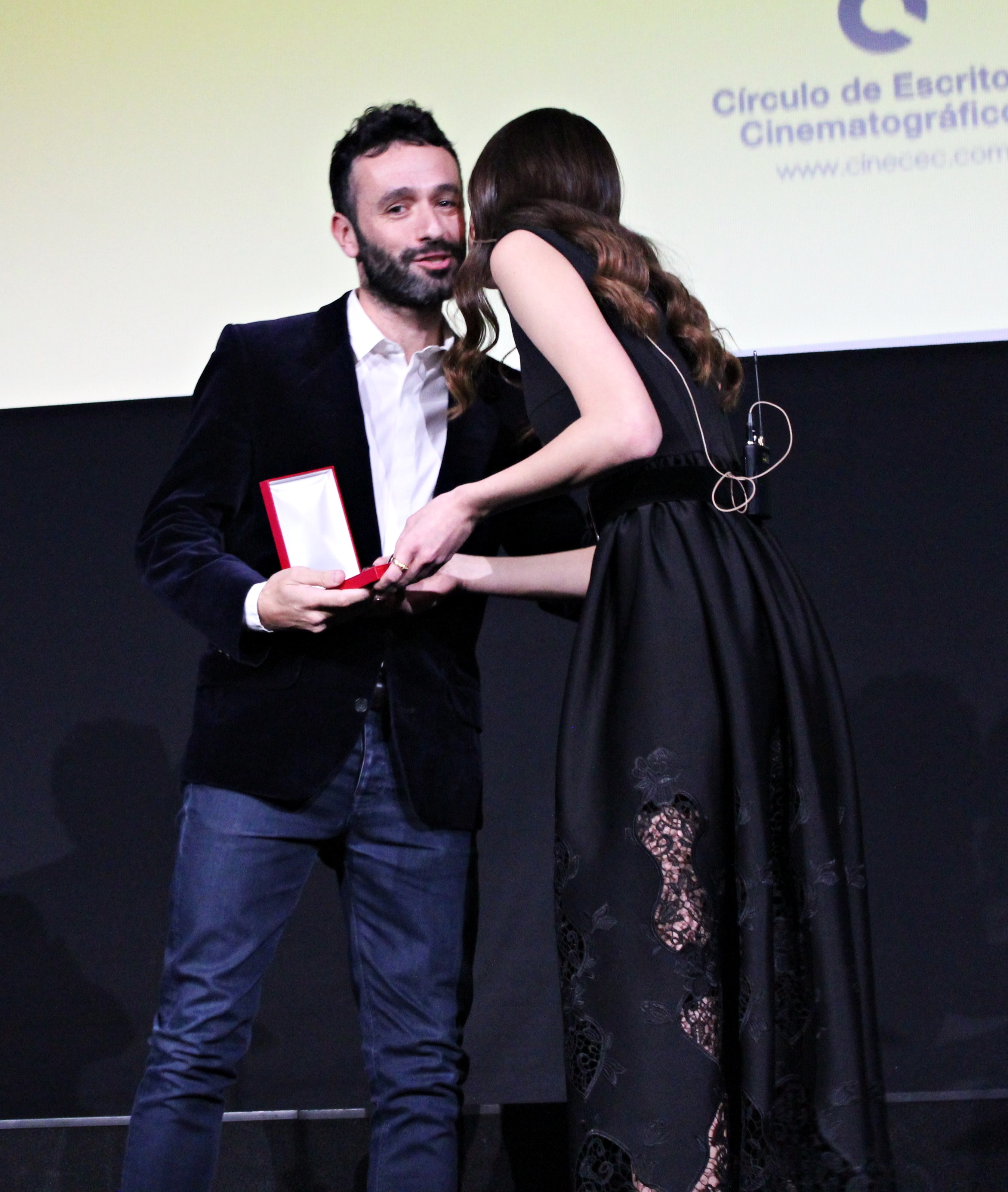
Rodrigo Sorogoyen va triomfar amb El reino.

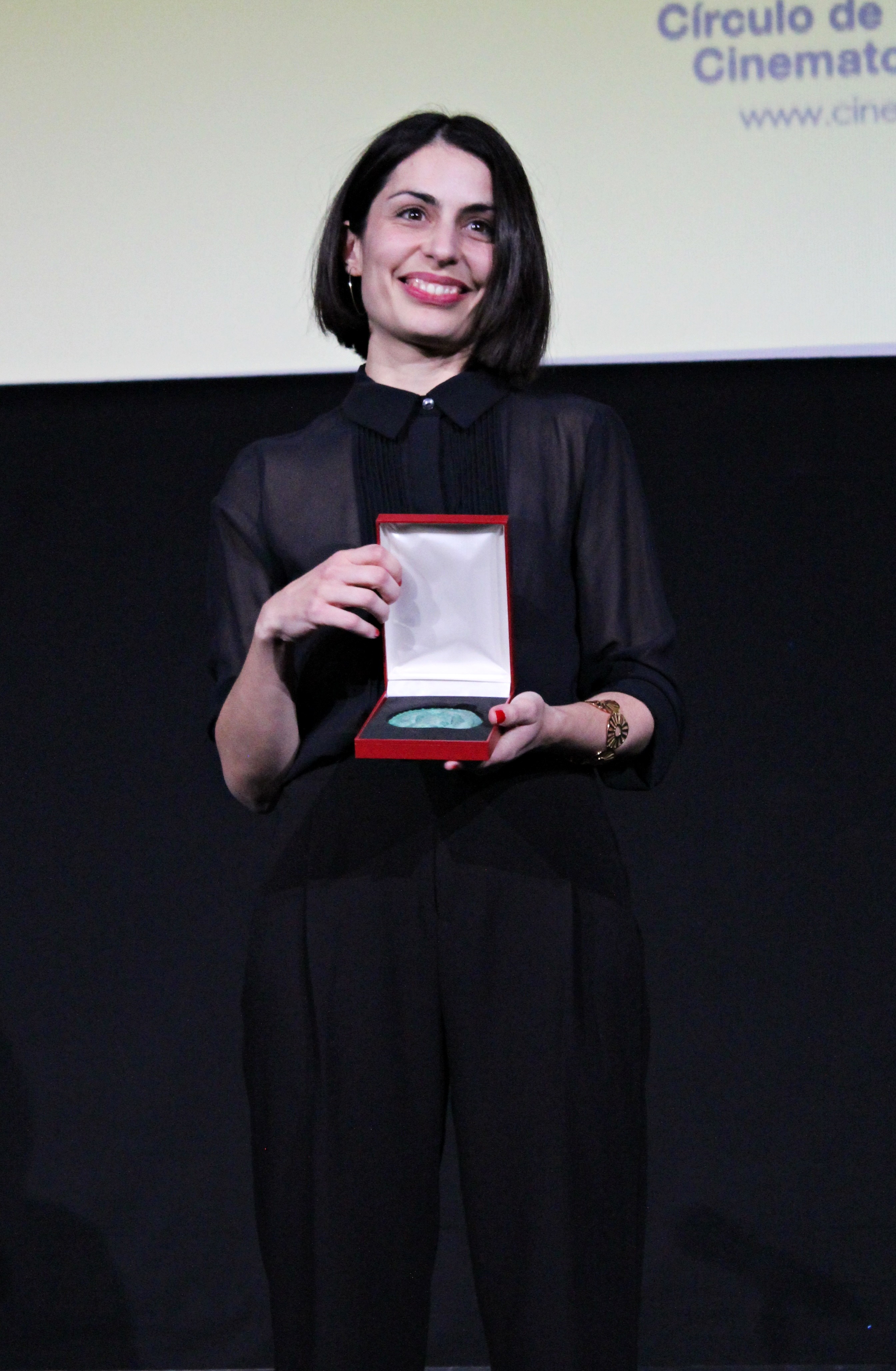
Celia Rico va guanyar la medalla a directora revelació per Viaje al cuarto de una madre.

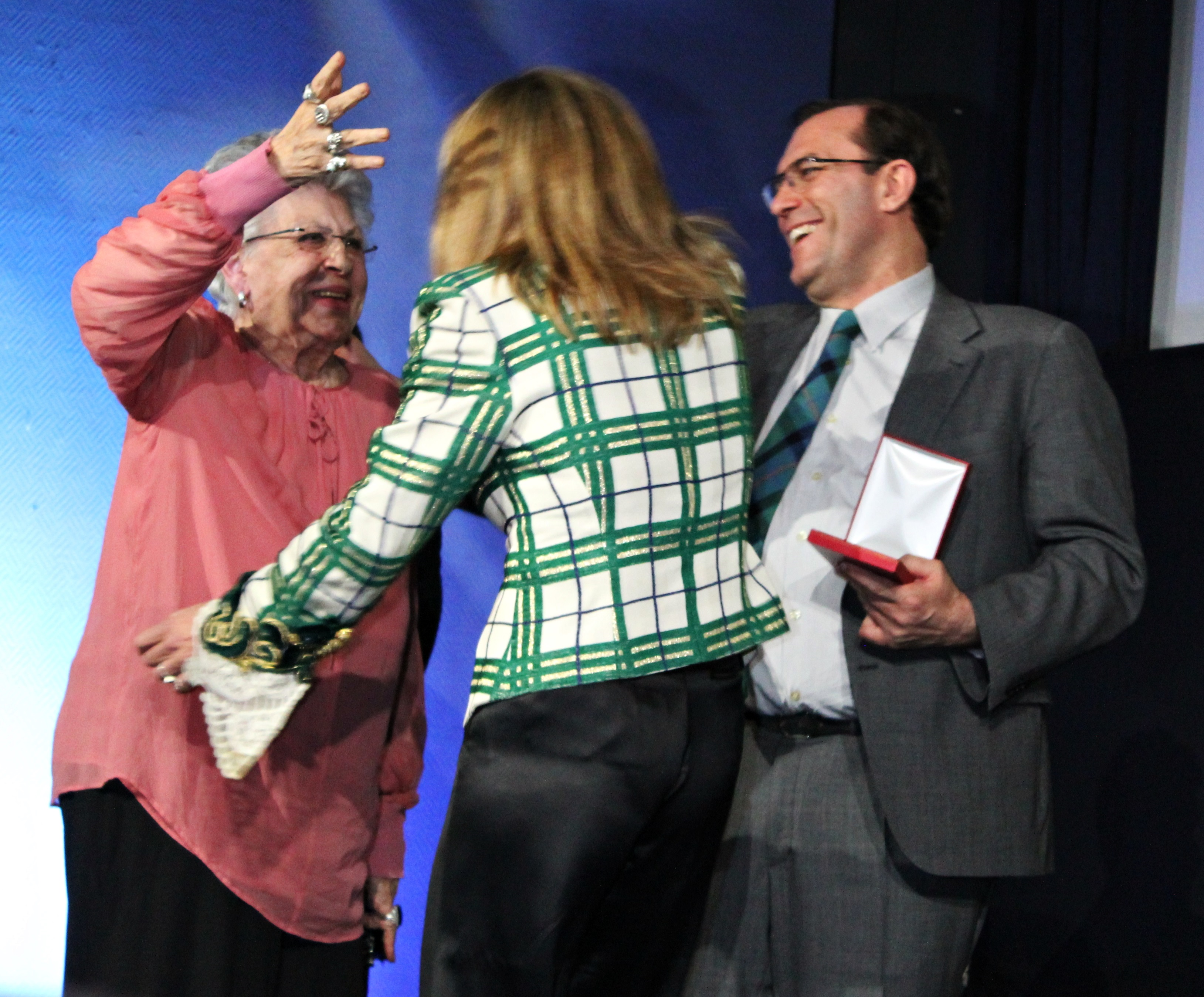
Pilar Bardem va rebre amb gratitud la Medalla de honor.

Disset de les medalles van ser atorgades pels socis del Cercle d'Escriptors Cinematogràfics. Es va celebrar una primera votació en la qual cada soci podia proposar quatre candidats per a cada categoria de totes les pel·lícules estrenades al llarg de 2018. Els quatre més votats van passar a ser els finalistes o nominats al premi; en algunes categories, alguns més a causa d'empats. Posteriorment es va celebrar una segona votació en la qual els socis podien votar a un d'aquests finalistes per escollir entre ells al guanyador.
| Millor pel·lícula | Millor direcció |
| --- | --- |
| - El reino - Campeones - Todos lo saben - Viaje al cuarto de una madre | - Rodrigo Sorogoyen per El reino - Javier Fesser per Campeones - Asghar Farhadi per Todos lo saben - Carlos Vermut per Quién te cantará |
| Millor actor protagonista | Millor actriu protagonista |
| - Antonio de la Torre per El reino - Javier Gutiérrez per Campeones - Javier Bardem per Todos lo saben - José Coronado per Tu hijo                                                                                           | - Lola Dueñas per Viaje al cuarto de una madre - Penélope Cruz per Todos lo saben - Bárbara Lennie per Petra - Najwa Nimri per Quién te cantará                                                                                             |
| Millor actor secundari | Millor actriu secundària |
| - Luis Zahera per El reino - Eduard Fernández per Todos lo saben - Antonio de la Torre per La noche de 12 años - Juan Margallo per Campeones                                                                                 | - Anna Castillo per Viaje al cuarto de una madre - Ana Wagener per El reino - Bárbara Lennie per Todos lo saben - Natalia de Molina per Quién te cantará                                                                                    |
| Millor guió original | Millor guió adaptat |
| - Isabel Peña Domingo i Rodrigo Sorogoyen per El reino - Javier Fesser i David Marqués per Campeones - Carlos Vermut per Quién te cantará - Asghar Farhadi per Todos lo saben                                                | - Álvaro Brechner per La noche de 12 años - Paul Laverty per Yuli - Daniel Castro, Marta Suárez i Olatz Arroyo per El mejor verano de mi vida. - Borja Cobeaga i Diego San José per Superlópez - Natxo López i Marta Sofía Martins per Jefe |
| Millor direcció revelació | Millor fotografia |
| - Celia Rico per Viaje al cuarto de una madre - César y José Esteban Alenda per Sin fin - Arantxa Echevarría per Carmen y Lola - Andrea Jaurrieta per Ana de día                                                             | - Eduard Grau per Quién te cantará - Álex de Pablo per El reino - Álex Catalán per Yuli - Josu Inchaustegui per L'ombra de la llei |
| Millor actor revelació | Millor actriu revelació |
| - Jesús Vidal per Campeones - Carlos Acosta per Yuli - Moreno Borja per Carmen y Lola - Francisco Reyes per El reino - Joan Botey Serra per Petra - Joan Pera per Yucatán.                                                   | - Eva Llorach per Quien te cantará - Gloria Ramos per Campeones - Zaira Morales per Carmen y Lola - Rosy Rodríguez per Carmen y Lola |
| Millor llargmetratge documental | Millor llargmetratge d'animació |
| - Desenterrando Sad Hill de Guillermo de Oliveira - Camarón: Flamenco y revolución d'Alexis Morante - Apuntes para una película de atracos d'Elías León Siminiani - El silencio de otros d'Almudena Carracedo i Robert Bahar | - Un día más con vida de Raúl de la Fuente i Damian Nenow - Memòries d'un home en pijama, de Carlos Fernández de Vigo. - Bikes, de Manuel J. García. - Azahar de Rafael Ruiz Ávila                                                          |
| Millor música | Millor muntatge |
| - Alberto Iglesias per Quien te cantará - Olivier Arson per El reino - Alberto Iglesias per Yuli - Manuel Riveiro i Xavi Font per L'ombra de la llei                                                                         | - Alberto del Campo per El reino - Hayedeh Safiyari per Todos lo saben - Javier Fesser per Campeones - Marta Velasco per Quién te cantará                                                                                                   |
| Millor pel·lícula estrangera | |
| - Roma, d'Alfonso Cuarón - Cold War de Paweł Pawlikowski - Un assumpte de família, de Hirokazu Koreeda - Phantom Thread, de Paul Thomas Anderson                                                                             | |
| Medalla d'honor | |
| A l'actriu Pilar Bardem | |
| Medalla a la labor de promoció del cinema | |
| Juan José Daza del Castillo per 75 años de estrenos de cine en Madrid | |
| Medalla a la labor periodística | |
| Oti Rodríguez Marchante, crític a ABC | |
| Medalla a la solidaritat | |
| Todos los caminos | |

## Nominacions i premis por pel·lícula

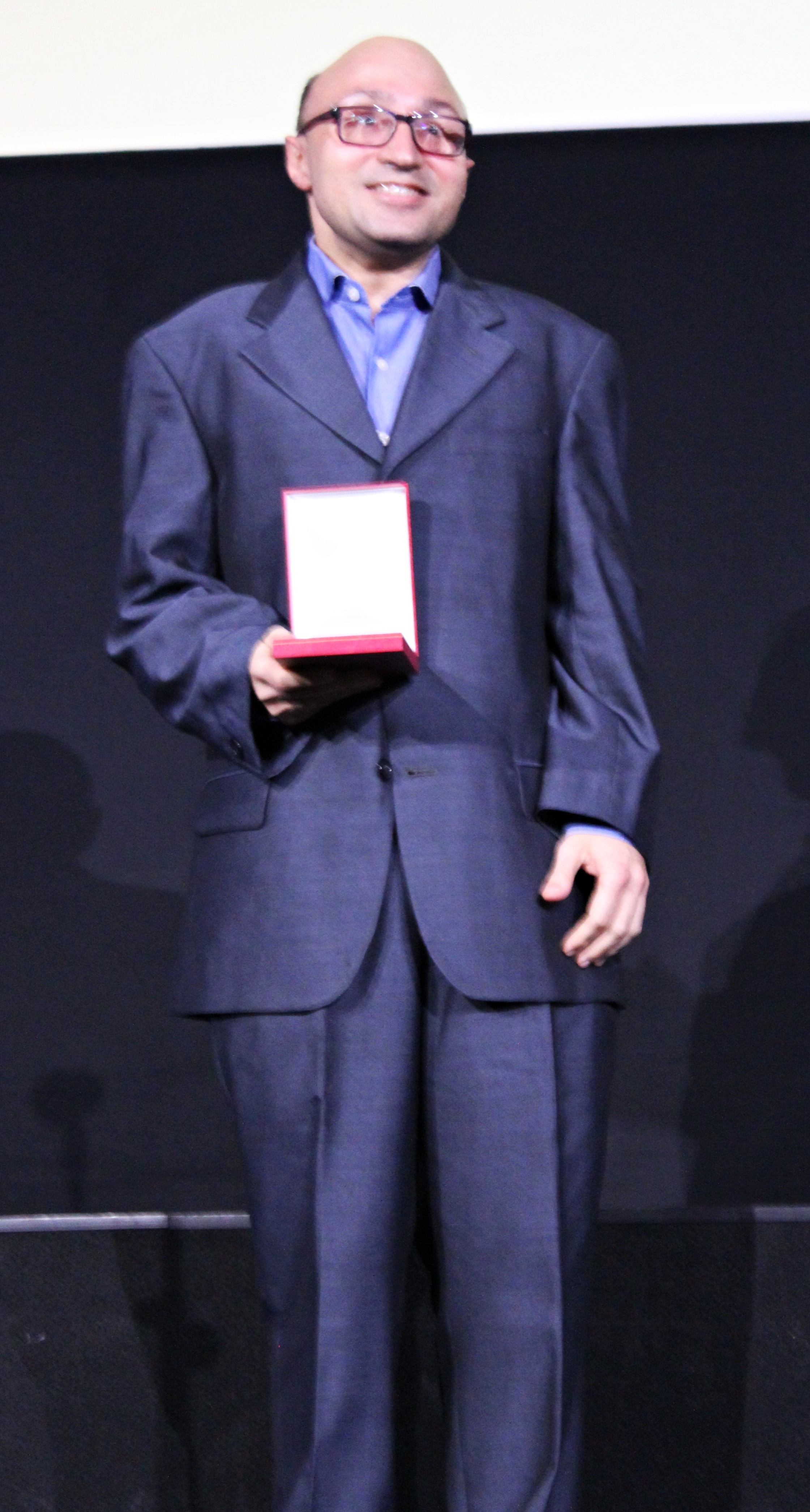
Campeones es va conforma la r amb la Medalla de Jesús Vidal com a actor revelació.

Pel·lícules nominades als premis competitius:
| Pel·lícula                   | Nominacions | Premis |
| ---------------------------- | ----------- | ------ |
| El reino                     | 10          | 6      |
| Quién te cantará             | 8           | 3      |
| Viaje al cuarto de una madre | 4           | 3      |
| Campeones                    | 8           | 1      |
| La noche de 12 años          | 2           | 1      |
| Roma                         | 1           | 1      |
| Desenterrando Sad Hill       | 1           | 1      |
| Un día más con vida          | 1           | 1      |
| Todos lo saben               | 8           | 0      |
| Carmen y Lola                | 4           | 0      |
| Yuli                         | 4           | 0      |
| Petra                        | 2           | 0      |
| La sombra de la ley          | 2           | 0      |

Amb una única candidatura i sense haver guanyat medalla figuren: Ana de día, Sin fin, Tu hijo, Yucatán, El mejor verano de mi vida, Superlópez, Jefe, Camarón: Flamenco y revolución, Apuntes para una película de atracos, El silencio de otros, Memorias de un hombre en pijama, Bikes, Azahar, Cold War, un assumpte de família i El hilo invisible.